# أندرسون توريس
أندرسون توريس (من مواليد برازيليا) هو رئيس شرطة برازيلي للشرطة الفيدرالية، وزير العدل والأمن العام في البرازيل.

## الحياة المهنية
توريس حاصل على بكالوريوس في القانون من المركز الصحي في برازيليا ومتخصص في علوم الشرطة والتحقيق الجنائي والاستخبارات الاستراتيجية في المدرسة العليا للحرب. وكان أستاذًا في أكاديمية الشرطة المدنية في روندونيا وأكاديمية الشرطة العسكرية في المقاطعة الفيدرالية والأكاديمية الوطنية من الشرطة.
كان ناسخًا للطباعة في الشرطة المدنية في المقاطعة الفيدرالية ويشغل حاليًا منصب رئيس شرطة الشرطة الفيدرالية. نسق التحقيقات الرئيسية التي ركزت على مكافحة الجريمة المنظمة في هيئة الرقابة على الشرطة الفيدرالية في رورايما بين عامي 2003 و2005. في المؤسسة عمل في رورايما وفي العمليات في محمية رابوزا سيرا دو سول للسكان الأصليين، التي ألقي القبض عليها في 2008 المزارع باولو سيزار كوارتييرو زعيم مزارعي الأرز في المناطق.
في مجلس النواب، نسق توريس لجانًا حول الموضوعات المتعلقة بالأمن العام ومحاربة الجريمة المنظمة، بالإضافة إلى أنه كان رئيسًا لموظفي النائب فرناندو فرانسيسكيني.
من عام 2019 إلى 2021 كان وزير دولة للأمن العام في المقاطعة الفيدرالية، تم ترشيحه من قبل الحاكم إيبانييس روشا. في 29 مارس 2021 أعلن الرئيس جايير بولسونارو ترشيحه لمنصب وزير العدل والأمن العام. تم ترشيح توريس وتولى منصبه في اليوم التالي. في أبريل 2021 نُشر أن توريست قدم عضويته إلى الحزب الاجتماعي الليبرالي، بهدف إجراء انتخابات 2022 وأصبح رئيسًا للحزب في المقاطعة الفيدرالية.